# Chaetocnema coyei
Chaetocnema coyei es un coleóptero de la familia Chrysomelidae. Fue descrita científicamente en 1863 por Allard.